# 亚历山大·卡拉卡舍维奇
亚历山大·卡拉卡舍维奇（羅馬化：Aleksandar Karakašević，1975年12月9日—），塞尔维亚男子乒乓球运动员。他曾获得4枚欧洲乒乓球锦标赛混合双打金牌。他也曾参加1996年、2004年、2008年、2012年和2016年五届奥林匹克运动会。